# Jamie Campbell Bower
James Metcalfe Campbell Bower (Londen, 22 november 1988) is een Brits acteur, zanger en model. Hij is vooral bekend door zijn rol als Anthony Hope in Tim Burton's film Sweeney Todd: The Demon Barber of Fleet Street, Caius in The Twilight Saga, Jack in Oorlogswinter, King Arthur in de originele Starz-serie, camelot, Vecna / Henry Creel / One / Mind Flayer in de Netflixserie Stranger Things en de jonge Gellert Grindelwald in de films Harry Potter and the Deathly Hallows Part 1 en Fantastic Beasts: The Crimes of Grindelwald. In 2013 speelde hij het personage Jace Wayland in The Mortal Instruments: City of Bones. Hij was lid van de band Counterfeit Rock. Die band ging in 2020 uit elkaar.

## Jeugd
James Bowers moeder, Anne Elizabeth, is muziekmanager. Zijn vader, David Bower, werkt voor de Gibson Guitar Corporation. James ging naar de Bedales School, een co-educatieve onafhankelijke school in Hampshire. En is een voormalig lid van het National Youth Music Theatre en het National Youth Theatre. Zijn professionele carrière begon toen een vriendin, Laura Michelle Kelly, die ook verscheen in Sweeney Todd, hem voorstelde aan haar agent. Naast acteren hield hij zich bezig met zingen in de band The Darling Buds, Campbell Bower was voltijds model bij Select Model Management in Londen.

## Carrière
Bower speelde in 2008 Rocker in de film RocknRolla en Jack in de Nederlandse film Oorlogswinter. Hij speelde in 2009 in de nieuwe versie van de serie The Prisoner als nummer 11-12. In hetzelfde jaar speelde hij de vampier Caius in de film: The Twilight Saga: New Moon en in de beide Breaking Dawn films. Hij speelde ook de jonge Gellert Grindelwald, de duistere tovenaar die verslagen werd door Perkamentus, in 2010 in Harry Potter en de Relieken van de Dood deel 1, een rol die hij later in Fantastic Beasts: The Crimes of Grindelwald hernam. In 2011 speelde hij ook de rol van koning Arthur in de televisieserie Camelot. In 2010 speelt Bower de rol van een fan in de muziekclip voor "Young (Belane)" door de band The Xcerts.
In 2012 dook hij op in de muziekclip voor Never Let Me Go door Florence + The Machine. Hij speelde hierin Jace Wayland in The Mortal Instruments: City of Bones, de verfilming van de kronieken van de onderwereld, geschreven door Cassandra Clare. In december 2013 sloot Bower zich aan bij de cast van Burberry's Campaign Stars voor de lente en zomer van 2014.
Vanaf juni 2015 speelt Bower de rol van Joe, in de nieuwe West End-musical Bend It Like Beckham.
In 2022 speelde Bower als Henry Creel/One/Vecna in seizoen vier van de Netflix -serie Stranger Things . De rol vereiste tot acht uur per dag om de make-up voor Vecna aan te brengen.

## Filmografie
| Jaar       | Film                                           | Rol                                                     | Notities                  |
| ---------- | ---------------------------------------------- | ------------------------------------------------------- | ------------------------- |
| 2007       | Sweeney Todd: The Demon Barber of Fleet Street | Anthony Hope                                            |                           |
| 2008       | RocknRolla                                     | Rocker                                                  |                           |
| 2008       | Oorlogswinter                                  | Jack                                                    |                           |
| 2009       | New Moon                                       | Caius Volturi                                           |                           |
| 2009       | The Prisoner                                   | nummer 11–12                                            | miniserie: 6 afleveringen |
| 2010       | Harry Potter and the Deathly Hallows part I    | Gellert Grindelwald                                     |                           |
| 2010       | London Boulevard                               | Whiteboy                                                |                           |
| 2011       | Camelot                                        | Arthur (Koning Arthur)                                  | Serie: tien afleveringen  |
| 2011       | Anonymous                                      | Jonge Oxford                                            |                           |
| 2011       | The Twilight Saga: Breaking Dawn Part 1        | Caius                                                   |                           |
| 2012       | The Twilight Saga: Breaking Dawn Part 2        | Caius                                                   |                           |
| 2013       | The Mortal Instruments: City of Bones          | Jace Wayland                                            |                           |
| 2018       | Fantastic Beasts: The Crimes of Grindelwald    | Jonge Gellert Grindelwald                               |                           |
| 2022-heden | Stranger Things                                | Vecna / Henry Creel / Peter Ballard / One / Mind Flayer | Serie: negen afleveringen |
| 2024       | Horizon: An American Saga                      | Caleb Sykes                                             |                           |
| 2024       | Emmanuelle                                     | Sir John                                                |                           |

## Prijzen en nominaties
| Jaar                    | Prijs                 | Categorie                        | Werk                                  | Resultaat   |
| ----------------------- | --------------------- | -------------------------------- | ------------------------------------- | ----------- |
| 2011                    | National Movie Awards | One to Watch: Brits Going Global | Hijzelf                               | Gewonnen    |
| 2014 Teen Choice Awards | Teen Choice Awards    | Choice Movie Actor: Action       | The Mortal Instruments: City of Bones | Genomineerd |